# World Series 1923
Le World Series 1923 sono state la 20ª edizione della serie di finale della Major League Baseball. La serie, al meglio delle sette partite, vide contrapporsi i campioni della National League (NL), i New York Giants, e quelli della American League (AL), i New York Yankees. A vincere il loro primo titolo furono gli Yankees per quattro gare a due.
La finale fu una riedizione delle due precedenti, entrambe vinte dai Giants. A differenza di quelle occasioni, però, le gare non furono disputate tutte al Polo Grounds, con gli Yankees che disputarono le gare interne nell'appena costruito Yankee Stadium. Per Babe Ruth si trattò del primo titolo vinto con la franchigia della Grande Mela, dopo i tre vinti con i Boston Red Sox. Fu anche la prima stagione professionistica di Lou Gehrig, che però disputò solamente 13 gare nella stagione regolare e non scese in campo durante le World Series

## Sommario
I New York Yankees hanno vinto la serie, 4-2.

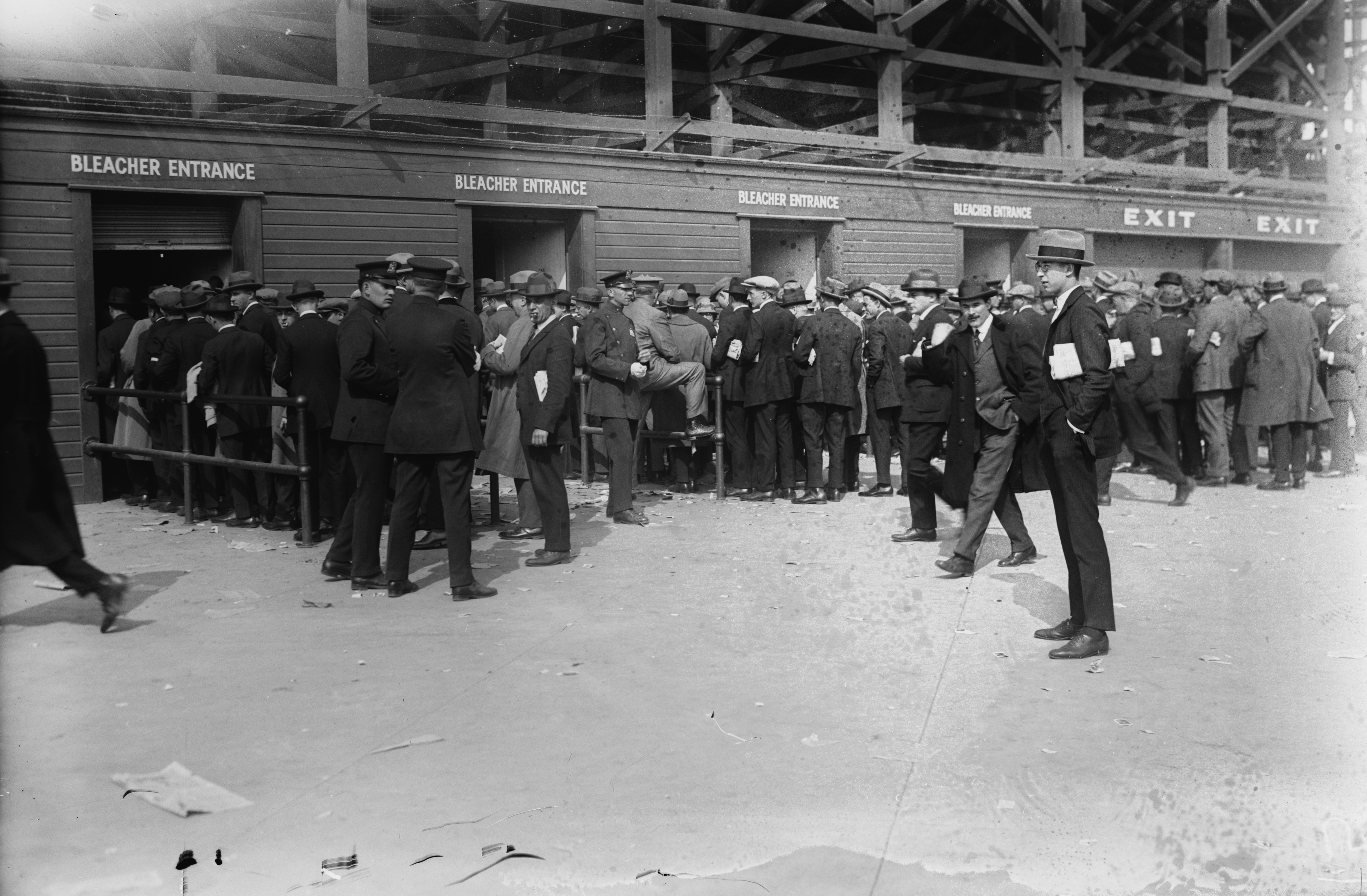
I tifosi in entrata allo Yankee Stadium prima di gara 1

| Gara | Data       | Risultato                                 | Stadio         | Tempo | Pubblico |
| ---- | ---------- | ----------------------------------------- | -------------- | ----- | -------- |
| 1    | 10 ottobre | New York Giants – 5, New York Yankees – 4 | Yankee Stadium | 2:05  | 55.307   |
| 2    | 11 ottobre | New York Yankees – 4, New York Giants – 2 | Polo Grounds   | 2:08  | 40.402   |
| 3    | 12 ottobre | New York Giants – 1, New York Yankees – 0 | Yankee Stadium | 2:05  | 62.430   |
| 4    | 13 ottobre | New York Yankees – 8, New York Giants – 4 | Polo Grounds   | 2:32  | 46.302   |
| 5    | 14 ottobre | New York Giants – 1, New York Yankees – 8 | Yankee Stadium | 1:55  | 62.817   |
| 6    | 15 ottobre | New York Yankees – 6, New York Giants – 4 | Polo Grounds   | 2:05  | 34.172   |

## Hall of Famer coinvolti
- Umpires: Billy Evans, Hank O'Day
- Yankees: Miller Huggins (man.), Lou Gehrig (non sceso in campo), Waite Hoyt, Herb Pennock, Babe Ruth
- Giants: John McGraw (man.), Dave Bancroft, Frankie Frisch, Travis Jackson, George Kelly, Casey Stengel‡, Bill Terry (non sceso in campo), Hack Wilson

‡ introdotto come manager